# 트랜스아메리카
《트랜스아메리카》(영어: Transamerica)는 미국에서 제작된 덩컨 터커 감독의 2005년 코미디 드라마 영화이다. 펄리시티 허프먼, 케빈 지거스 등이 출연하였고, 러네이 바스티안 등이 제작에 참여하였다. IFC 필름스와 와인스틴 컴퍼니가 배급을 맡았으며 2005년 2월 14일 제55회 베를린 국제 영화제에서 전 세계 최초로 상영되었고, 2005년 12월 2일 미국에서 개봉되었다.
허프먼은 이 영화를 통해 2006년 제63회 골든 글로브상 드라마 부문 여우주연상을 수상했으며 제78회 아카데미상 여우주연상 후보에 올랐다.

## 출연진
- 펄리시티 허프먼
- 케빈 지거스
- 그레이엄 그린
- 피눌라 플래너건
- 버트 영
- 캐리 프레스턴
- 엘리자베스 페냐
- 틸라 던
- 캘퍼니아 애덤스
- 스텔라 메이브
- 레이노어 샤인
- 대니 버스틴

## 기타 제작진
- 라인 제작: 루시 쿠퍼
- 배역: 이브 버태글리아
- 미술: 마크 화이트
- 세트: 리사 크리벨리 스코파
- 의상: 대니 글리커